# 维维安·麦格拉思
维维安·麦格拉思（英語：Vivian McGrath，1916年2月17日—1978年4月9日），生于新南威尔士州，澳大利亚前男子网球运动员。他曾获得澳大利亚网球公开赛男子单打冠军、男子双打冠军。